# Пурлида
Пурлида (грч. Λιμνοχώρι, Лимнохори) је насељено место у општини Доња Џумаја у периферији Средишња Македонија, Грчка. Према попису из 2021. године било је 414 становника.
Према бугарском географу и историчару, Василу Канчову, у Пурлиди је 1900. године живело 170 Словена хришћана. Године 1924. принудно је исељено око 10 породица у Бугарску (39 особа) а на њихово место је насељено 18 грчких избегличких породица, укупно 54 особа. На попису из 1928. године Пурлида је мешовито грчко-словенско насеље са 216 становника. После 1935. године, након регулације тока реке Струме и пресељења дела становништва потопљеног села Бурсук, 1940. године је порастао број становника Пурлиде на 525.